# Баришівська селищна рада
Ба́ришівська се́лищна ра́да — адміністративно-територіальна одиниця та орган місцевого самоврядування в Броварському районі Київської області.

## Загальні відомості
Баришівська селищна рада утворена в 1968 році.
- Територія ради: 28,84 км²
- Населення ради: 11 697 осіб (станом на 2001 рік)

## Населені пункти
Селищній раді підпорядковані населені пункти:
- смт Баришівка
- с. Пасічна
- с. Швачиха

## Склад ради
Рада складається з 30 депутатів та голови.
- Голова ради: Коцюрбій Володимир Вікторович
- Секретар ради: Прокопчук Людмила Олександрівна

### Керівний склад попередніх скликань
| Прізвище, ім'я, по батькові   | Основні відомості                                                                      | Дата обрання | Дата звільнення |
| ----------------------------- | -------------------------------------------------------------------------------------- | ------------ | --------------- |
| Коцюрбій Володимир Вікторович | Селищний голова, 1965 року народження, освіта вища, член Соціалістичної партії України | 26.03.2006   | 31.10.2010      |
| Коцюрбій Володимир Вікторович | Селищний голова, 1965 року народження, освіта вища, член Партії регіонів               | 31.10.2010   |                 |

Примітка: таблиця складена за даними сайту Верховної Ради України

### Депутати
За результатами місцевих виборів 2010 року депутатами ради стали:

#### За суб'єктами висування
| Суб'єкт висування                                       | Кількість обраних депутатів | %    |
| ------------------------------------------------------- | --------------------------- | ---- |
| Партія регіонів                                         | 10                          | 33,3 |
| Партія Зелених України                                  | 8                           | 26,7 |
| Самовисування                                           | 7                           | 23,3 |
| Політична партія «Сильна Україна»                       | 2                           | 6,7  |
| Політична партія «Фронт Змін»                           | 2                           | 6,7  |
| Політична партія Всеукраїнське об'єднання «Батьківщина» | 1                           | 3,3  |

#### За округами
| № округу                                                | Прізвище, ім'я, по батькові      | Дата визнання обраним | Освіта             | Партійна приналежність                  | Відомості про обраного депутата                                                   |
| ------------------------------------------------------- | -------------------------------- | --------------------- | ------------------ | --------------------------------------- | --------------------------------------------------------------------------------- |
| Партія Зелених України                                  |                                  |                       |                    |                                         |                                                                                   |
| 1                                                       | Бойко Олена Миколаївна           | 04.11.2010            | вища               | член Партії Зелених України             | Районний методичний кабінет відділу освіти Баришівської РДА, методист             |
| 2                                                       | Колесник Олексій Вікторович      | 04.11.2010            | середня спеціальна | член Партії Зелених України             | пенсіонер                                                                         |
| 4                                                       | Бодня Ігор Валентинович          | 04.11.2010            | вища               | член Партії Зелених України             | ТОВ"Дон-Піон", завідувач складу                                                   |
| 9                                                       | Науменко Віктор Іванович         | 04.11.2010            | вища               | член Партії Зелених України             | ТОВ «Радіан», заступник директора                                                 |
| 14                                                      | Яременко Тарас Григорович        | 04.11.2010            | вища               | член Партії Зелених України             | ТОВ «Торговий центр», постачальник                                                |
| 18                                                      | Ліберацький Артур Олександрович  | 04.11.2010            | середня спеціальна | член Партії Зелених України             | МП «Алєкс», Фізична особа — підприємець, заступник директора                      |
| 23                                                      | Семенюк Світлана Анатоліївна     | 04.11.2010            | середня спеціальна | член Партії Зелених України             | фізична особа-підприємець                                                         |
| 27                                                      | Янута Тетяна Олегівна            | 04.11.2010            | середня спеціальна | член Партії Зелених України             | ФОП «Резні-кава С. А.», продавець                                                 |
| Партія регіонів                                         |                                  |                       |                    |                                         |                                                                                   |
| 6                                                       | Дзявун Людмила Андріївна         | 04.11.2010            | вища               | член Партії регіонів                    | Баришівська селищна рада, спеціаліст                                              |
| 10                                                      | Ващенко Любов Олексіївна         | 04.11.2010            | вища               | член Партії регіонів                    | пенсіонер                                                                         |
| 11                                                      | Сухомлин Ніна Михайлівна         | 04.11.2010            | середня            | член Партії регіонів                    | Баришівська селищна рада, спеціаліст                                              |
| 13                                                      | Кунах Віктор Володимирович       | 04.11.2010            | середня спеціальна | член Партії регіонів                    | Баришівський ЖЕК, начальник                                                       |
| 15                                                      | Борзак Лариса Василівна          | 04.11.2010            | вища               | член Партії регіонів                    | Баришівський районний центр соціальних служб для сім'ї, дітей та молоді, директор |
| 19                                                      | Тур Надія Володимирівна          | 04.11.2010            | вища               | член Партії регіонів                    | Баришівська селищна рада, начальник відділу обліку у звітності                    |
| 20                                                      | Горбань Анатолій Іванович        | 04.11.2010            | середня            | член Партії регіонів                    | підприємець                                                                       |
| 25                                                      | Березін Микола Сергійович        | 04.11.2010            | вища               | член Партії регіонів                    | Баришівський ЖЕК, головний інженер                                                |
| 26                                                      | Болосов Аркадій Володимирович    | 04.11.2010            | середня            | член Партії регіонів                    | Баришівське дорожне управління, водій                                             |
| 28                                                      | Макарчук Микола Володимирович    | 04.11.2010            | вища               | член Партії регіонів                    | пенсіонер                                                                         |
| Політична партія Всеукраїнське об'єднання «Батьківщина» |                                  |                       |                    |                                         |                                                                                   |
| 29                                                      | Юречко Сергій Володимирович      | 04.11.2010            | вища               | позапартійний                           | П П «Юречко» Фізична особа — підприємець, директор                                |
| Політична партія «Сильна Україна»                       |                                  |                       |                    |                                         |                                                                                   |
| 16                                                      | Мостова Венера Саєтмагруфівна    | 04.11.2010            | середня            | член Політичної партії «Сильна Україна» | фізична особа-підприємець                                                         |
| 24                                                      | Супруненко Вадим Валентинович    | 04.11.2010            | середня спеціальна | член Політичної партії «Сильна Україна» | П П"Супруненко", директор                                                         |
| Політична партія «Фронт Змін»                           |                                  |                       |                    |                                         |                                                                                   |
| 8                                                       | Лобунець Дарія Павлівна          | 04.11.2010            | вища               | член Політичної партії «Фронт Змін»     | Музей ім. Т. Г. Шевченка, директор                                                |
| 17                                                      | Забула Микола Миколайович        | 04.11.2010            | вища               | член Політичної партії «Фронт Змін»     | фізична особа-підприємець                                                         |
| Самовисування                                           |                                  |                       |                    |                                         |                                                                                   |
| 3                                                       | Прокопчук Людмила Олександрівна  | 04.11.2010            | вища               | позапартійна                            | Баришівська РДА, начальник загального відділу Баришівської РДА                    |
| 5                                                       | Захарченко Олександр Федорович   | 04.11.2010            | вища               | позапартійний                           | Баришівське бюро технічної інвентаризації, спеціаліст                             |
| 7                                                       | Лаховський Геннадій Валерійович  | 04.11.2010            | середня            | позапартійний                           | Баришівське районне відділення НАСК «Оранта», страховий агент                     |
| 12                                                      | Озірський Анатолій Володимирович | 04.11.2010            | вища               | позапартійний                           | Баришівський СТК ТСО, викладач                                                    |
| 21                                                      | Барабаш Василь Степанович        | 04.11.2010            | вища               | позапартійний                           | пенсіонер                                                                         |
| 22                                                      | Остапко Ольга Павлівна           | 04.11.2010            | вища               | член Соціалістичної партії України      | Баришівська загальноосвітня школа І-ІІІ ст. № 2, вчитель                          |
| 30                                                      | Губка Руслан Володимирович       | 04.11.2010            | вища               | член Єдиного Центру                     | П П"Губка Р. О."Фізична особа — підприємець                                       |